# Chivasso
Chivasso (piemontiul: Civass) egy  25 035 lakosú község Torino megyében, Torinótól kb. 20 km-re.

## Gazdaság
1963-tól itt működött a Lancia elsődleges gyártási központja. 1993-ban tulajdonosváltás történt a Carrozzeria Maggiora javára. A központ 2002-ig termelt, az utolsó időszakban a Fiat Barchettát gyártották itt.

## Látnivalók
- nyolcszög alapú kőtorony, a hajdani monferratói hercegek kastélyának maradványa
- Santa Maria Assunta templom
- Santa Maria degli Angeli templom
- Beata Vergine di Loreto rendház
- Palazzo del Lavoro

## Fordítás
- Ez a szócikk részben vagy egészben  a   Chivasso című olasz Wikipédia-szócikk fordításán alapul.  Az eredeti cikk szerkesztőit annak laptörténete sorolja fel. Ez a jelzés csupán a megfogalmazás eredetét és a szerzői jogokat jelzi, nem szolgál a cikkben szereplő információk forrásmegjelöléseként.